# Харгис, Джон (баскетболист)
Джон Арлингтон «Шотган» Харгис (англ. John Arlington "Shotgun" Hargis; 20 августа 1920, Накодочес, штат Техас, США — 2 января 1986, Хейс, штат Техас, США) — американский профессиональный баскетболист. Чемпион НБЛ в сезоне 1948/1949 годов.

## Ранние годы
Джон Харгис родился 20 августа 1920 года в городе Накодочес (штат Техас), учился там же в одноимённой школе, в которой играл за местную баскетбольную команду.

## Студенческая карьера
В 1947 году закончил Техасский университет в Остине, где в течение трёх с перерывом лет играл за баскетбольную команду «Техас Лонгхорнс», в которой провёл успешную карьеру. При Харгисе «Лонгхорнс» два раза выигрывали регулярный чемпионат Юго-Западной конференции (1943, 1947), но ни разу не выигрывали турнир Юго-Западной конференции, а также два раза выходили в плей-офф студенческого чемпионата США (1943, 1947).
26 марта 1943 года «Техас Лонгхорнс» вышли в финал четырёх турнира NCAA (англ. Final Four), где в полуфинале, 27 марта, в упорной борьбе проиграли будущему победителю турнира, команде Кена Сэйлорса и Майло Коменича «Вайоминг Ковбойз», со счётом 54—58, в котором Харгис стал лучшим игроком матча, набрав 29 очков. В 1947 году «Лонгхорнс» повторно вышли в финал четырёх, где в полуфинале, 22 марта, в упорной борьбе проиграли команде Джеральда Такера «Оклахома Сунерс» со счётом 54—55, в котором Джон стал третьим по результативности игроком своей команды, набрав 9 очков.
Последние два сезона в составе «Лонгхорнс» Харгис включался в сборную всех звёзд Юго-Западной конференции, а в сезоне 1946/1947 годов стал не только лучшим бомбардиром команды, но и вторым во всей конференции после Джеральда Такера, за что по его итогам был включён во вторую всеамериканскую сборную NCAA. После окончания спортивной карьеры он был включён в баскетбольный Зал славы Техасского университета.

## Профессиональная карьера
Играл на позиции атакующего защитника и лёгкого форварда. В 1947 году Джон Харгис выставил свою кандидатуру на драфт БАА, однако не был задрафтован, после чего заключил соглашение с командой «Андерсон Даффи Пэкерс», выступавшей в Национальной баскетбольной лиге (НБЛ) и Национальной баскетбольной ассоциации (НБА). Позже выступал за команды «Форт-Уэйн Пистонс» (НБА) и «Три-Ситис Блэкхокс» (НБА). Всего в НБЛ и НБА провёл по 2 сезона. В сезоне 1948/1949 годов Харгис, будучи одноклубником Ральфа Джонсона, Фрэнка Брайана, Билла Клосса и Хоуи Шульца, выиграл чемпионский титул в составе «Андерсон Даффи Пэкерс». Всего за карьеру в НБЛ Джон сыграл 116 игр, в которых набрал 1086 очков (в среднем 9,4 за игру). Всего за карьеру в НБА Харгис сыграл 89 игр, в которых набрал 766 очков (в среднем 8,6 за игру), сделал 66 подборов и 127 передач. Помимо этого Харгис в составе «Даффи Пэкерс» один раз участвовал во Всемирном профессиональном баскетбольном турнире, став его бронзовым призёром в 1948 году.

## Смерть
Во время Второй мировой войны ему пришлось на три года прервать свою учёбу в университете (1943—1946). Джон Харгис умер в четверг, 2 января 1986 года, на 66-м году жизни в городе Хейс (штат Техас).

## Статистика

### Статистика в НБА
| Сезон                                                                                    | Команда   | Регулярный сезон | Регулярный сезон | Регулярный сезон | Регулярный сезон | Регулярный сезон | Регулярный сезон | Регулярный сезон | Регулярный сезон | Регулярный сезон | Регулярный сезон | Регулярный сезон | Серия плей-офф | Серия плей-офф | Серия плей-офф | Серия плей-офф | Серия плей-офф | Серия плей-офф | Серия плей-офф | Серия плей-офф | Серия плей-офф | Серия плей-офф | Серия плей-офф |
| Сезон                                                                                    | Команда   | GP               | GS               | MPG              | FG%              | 3P%              | FT%              | RPG              | APG              | SPG              | BPG              | PPG              | GP             | GS             | MPG            | FG%            | 3P%            | FT%            | RPG            | APG            | SPG            | BPG            | PPG            |
| ---------------------------------------------------------------------------------------- | --------- | ---------------- | ---------------- | ---------------- | ---------------- | ---------------- | ---------------- | ---------------- | ---------------- | ---------------- | ---------------- | ---------------- | -------------- | -------------- | -------------- | -------------- | -------------- | -------------- | -------------- | -------------- | -------------- | -------------- | -------------- |
| 1949/50                                                                                  | Андерсон  | 60               |                  |                  | 40,5             |                  | 71,1             |                  | 1,7              |                  |                  | 10,7             | 8              |                |                | 36,0           |                | 74,5           |                | 1,6            |                |                | 12,4           |
| 1950/51                                                                                  | Форт-Уэйн | 14               |                  |                  | 37,9             |                  | 70,8             | 2,1              | 0,6              |                  |                  | 4,8              | Не участвовал  | Не участвовал  | Не участвовал  | Не участвовал  | Не участвовал  | Не участвовал  | Не участвовал  | Не участвовал  | Не участвовал  | Не участвовал  | Не участвовал  |
| 1950/51                                                                                  | Три-Ситис | 15               |                  |                  | 37,7             |                  | 55,6             | 2,4              | 1,1              |                  |                  | 3,7              | Не участвовал  | Не участвовал  | Не участвовал  | Не участвовал  | Не участвовал  | Не участвовал  | Не участвовал  | Не участвовал  | Не участвовал  | Не участвовал  | Не участвовал  |
|                                                                                          | Всего     | 89               |                  |                  | 40,0             |                  | 70,2             | 2,3              | 1,4              |                  |                  | 8,6              | 8              |                |                | 36,0           |                | 74,5           |                | 1,6            |                |                | 12,4           |
| Наведите курсор мыши на аббревиатуры в заголовке таблицы, чтобы прочесть их расшифровку. |           |                  |                  |                  |                  |                  |                  |                  |                  |                  |                  |                  |                |                |                |                |                |                |                |                |                |                |                |